# Discografia dei Dire Straits
Questa pagina riporta i dati relativi alla discografia dei Dire Straits.
Gli album del gruppo rock britannico contano nel complesso oltre 120 milioni di copie vendute.

## Album in studio
| Anno | Album            | Posizione più alta in classifica | Posizione più alta in classifica | Posizione più alta in classifica | Posizione più alta in classifica | Posizione più alta in classifica | Posizione più alta in classifica | Posizione più alta in classifica | Posizione più alta in classifica | Posizione più alta in classifica | Posizione più alta in classifica | Posizione più alta in classifica | Certificazioni                                                                          |
| Anno | Album            | UK                               | AUS                              | AUT                              | GER                              | NED                              | SPA                              | NZ                               | NOR                              | SWE                              | USA                              | SWI                              | Certificazioni                                                                          |
| ---- | ---------------- | -------------------------------- | -------------------------------- | -------------------------------- | -------------------------------- | -------------------------------- | -------------------------------- | -------------------------------- | -------------------------------- | -------------------------------- | -------------------------------- | -------------------------------- | --------------------------------------------------------------------------------------- |
| 1978 | Dire Straits     | 5                                | 1                                | 17                               | 3                                | 3                                | 10                               | 2                                | 10                               | 6                                | 2                                | 7                                | - UK: platino 2× - CAN: platino 4× - GER: platino - USA: platino 2×                     |
| 1979 | Communiqué       | 5                                | 5                                | 7                                | 1                                | 3                                | 1                                | 1                                | 2                                | 1                                | 11                               | 1                                | - UK: platino - CAN: platino 2× - FIN: oro - GER: platino - USA: oro                    |
| 1980 | Making Movies    | 4                                | 6                                | 15                               | 7                                | 6                                | 6                                | 3                                | 1                                | 4                                | 19                               | 1                                | - UK: platino 2× - CAN: platino 2× - GER: oro - FIN: platino - USA: platino             |
| 1982 | Love over Gold   | 1                                | 1                                | 1                                | 4                                | 1                                | 6                                | 1                                | 1                                | 2                                | 19                               | 1                                | - UK: platino 2× - CAN: platino 2× - FIN: platino - GER: platino - USA: oro             |
| 1985 | Brothers in Arms | 1                                | 1                                | 1                                | 1                                | 1                                | 1                                | 1                                | 1                                | 1                                | 1                                | 1                                | - UK: platino 14× - CAN: platino 10× - FIN: platino 2× - GER: platino - USA: platino 9× |
| 1991 | On Every Street  | 1                                | 1                                | 1                                | 1                                | 1                                | 1                                | 1                                | 1                                | 1                                | 12                               | 1                                | - UK: platino 2× - CAN: platino 2× - FIN: platino - GER: platino - USA: platino         |

## Album dal vivo
- 1984 – Alchemy: Dire Straits Live
- 1993 – On the Night
- 1993     - Hencores
- 1995 – Live at the BBC

## Raccolte
- 1988 – Money for Nothing (fuori catalogo)
- 1998 – Sultans of Swing: The Very Best of Dire Straits
- 2005 – Private Investigations: The Best of Dire Straits and Mark Knopfler

## Extended play
- 1983 – ExtendedancEPlay

## Cofanetti
- 2013 – The Studio Albums 1978-1991
- 2023 – Live 1978-1992

## Singoli
Il seguente è l'elenco dei singoli pubblicati dai Dire Straits.
- 1979 – Sultans of Swing (edit) / Eastbound Train (live)
- 1979 – Lady Writer / Where Do You Think You're Going? (alternate version)
- 1980 – Romeo and Juliet / Solid Rock
- 1980 – Skateaway (edit) / Expresso Love
- 1981 – Tunnel of Love (part 1) / Tunnel of Love (part 2)
- 1982 – Private Investigations (edit) / Badges, Posters, Stickers and T-Shirts
- 1982 – Industrial Disease / Badges, Posters, Stickers and T-Shirts (edito solo negli Stati Uniti e in Canada)
- 1983 – Twisting by the Pool / Two Young Lovers / If I Had You
- 1984 – Love over Gold (live) / Solid Rock (live)
- 1985 – So Far Away (edit) / Walk of Life
- 1985 – Money for Nothing (edit) / Love over Gold (live)
- 1985 – Brothers in Arms (edit) / Going Home (live) / Why Worry (instrumental segment)
- 1986 – Walk of Life / Two Young Lovers (live) / Sultans of Swing (live)
- 1986 – Your Latest Trick (edit) / Irish Boy (Mark Knopfler) / The Long Road (Mark Knopfler) (edito solo in alcuni paesi europei)
- 1988 – Sultans of Swing / Portobello Belle (live) / Romeo and Juliet / Money for Nothing (edit) (ristampa)
- 1991 – Calling Elvis (edit) / Iron Hand / Millionaire Blues
- 1991 – Heavy Fuel / Planet of New Orleans / Kingdom Come
- 1992 – On Every Street (edit) / Private Investigations (edit) / Sultans of Swing / Romeo and Juliet
- 1992 – The Bug / Twisting by the Pool / Expresso Love / Walk of Life
- 1992 – You and Your Friend / Ticket to Heaven / Badges, Posters, Stickers and T-Shirts (edito solo in alcuni paesi europei)
- 1993 – Ticket to Heaven / Walk of Life / Comfort (Mark Knopfler) / A Fistful of Ice Cream (Mark Knopfler) (edito solo in alcuni paesi europei)

## Materiale filmato ufficiale
- Alchemy: Dire Straits Live (1984) – VHS; DVD e Blu-ray Disc pubblicati nel 2010
- Brothers in Arms (video collection) (1985) – VHS
- Dire Straits: The Videos (1992) – VHS, Laser Disc
- On the Night (1993) - VHS; DVD pubblicato nel 2003
- Sultans of Swing: The Very Best of Dire Straits (1998) – DVD